# Estrés abiótico
El estrés abiótico es el impacto negativo de factores no vivos en los organismos vivos en un entorno específico. La variable no viviente debe influir en el medio ambiente más allá de su rango normal de variación para afectar adversamente el desempeño de la población o la fisiología individual del organismo de manera significativa.
Mientras que un estrés biótico incluiría alteraciones de la vida como hongos o insectos dañinos, los factores de estrés abiótico o estresores ocurren naturalmente, a menudo factores intangibles e inanimados, como la luz solar intensa, la temperatura o el viento que pueden causar daño a las plantas y animales en la zona afectada. El estrés abiótico es esencialmente inevitable. El estrés abiótico afecta a los animales, pero las plantas dependen especialmente, si no únicamente, de los factores ambientales, por lo que es particularmente restrictivo. El estrés abiótico es el factor más dañino para el crecimiento y la productividad de los cultivos en todo el mundo. La investigación también ha demostrado que los factores de estrés abiótico son más dañinos cuando se presentan juntos, en combinaciones de factores de estrés abiótico.

## Ejemplos
El estrés abiótico se presenta de muchas formas. Los factores estresantes más comunes son los más fáciles de identificar para las personas, pero hay muchos otros factores estresantes abióticos menos reconocibles que afectan el medio ambiente constantemente.
Los factores estresantes más básicos incluyen:
- Vientos fuertes[5]
- Temperaturas extremas
- Sequía
- Inundación[6][7]
- Otros desastres naturales, como tornados e incendios forestales
- Frío
- Calor

Los factores estresantes menos conocidos generalmente ocurren en una escala menor. Incluyen: malas condiciones edáficas como contenido de rocas y niveles de pH, alta radiación, compactación, contaminación y otras condiciones muy específicas como la rápida rehidratación durante la germinación de la semilla.

## Efectos
El estrés abiótico, como parte natural de todo ecosistema, afectará a los organismos de diversas formas. Aunque estos efectos pueden ser beneficiosos o perjudiciales, la ubicación del área es crucial para determinar el alcance del impacto que tendrá el estrés abiótico. Cuanto mayor sea la latitud del área afectada, mayor será el impacto del estrés abiótico en esa área. Entonces, una taiga o bosque boreal está a merced de cualquier factor de estrés abiótico que pueda surgir, mientras que las zonas tropicales son mucho menos susceptibles a tales factores de estrés.

### Beneficios
Un ejemplo de una situación en la que el estrés abiótico juega un papel constructivo en un ecosistema son los incendios forestales naturales. Si bien pueden ser un peligro para la seguridad humana, es productivo que estos ecosistemas se quemen de vez en cuando para que nuevos organismos puedan comenzar a crecer y prosperar. A pesar de que es saludable para un ecosistema, un incendio forestal aún puede considerarse un factor de estrés abiótico, porque pone un estrés obvio en los organismos individuales dentro del área. Cada árbol que se quema y cada nido de pájaro que se devora es un signo del estrés abiótico. Sin embargo, a mayor escala, los incendios forestales naturales son manifestaciones positivas del estrés abiótico.
Lo que también debe tenerse en cuenta al buscar los beneficios del estrés abiótico es que un fenómeno puede no afectar a todo un ecosistema de la misma manera. Si bien una inundación matará a la mayoría de las plantas que viven en el suelo en un área determinada, si hay arroz allí, prosperará en condiciones de humedad. Otro ejemplo de esto es el fitoplancton y el zooplancton. Los mismos tipos de condiciones generalmente se consideran estresantes para estos dos tipos de organismos. Actúan de manera muy similar cuando se exponen a la luz ultravioleta y la mayoría de las toxinas, pero a temperaturas elevadas el fitoplancton reacciona negativamente, mientras que el zooplancton termofílico reacciona positivamente al aumento de temperatura. Los dos pueden estar viviendo en el mismo ambiente, pero un aumento en la temperatura del área resultaría estresante solo para uno de los organismos.
Por último, el estrés abiótico ha permitido que las especies crezcan, se desarrollen y evolucionen, fomentando la selección natural al seleccionar al más débil de un grupo de organismos. Tanto las plantas como los animales han desarrollado mecanismos que les permiten sobrevivir a situaciones extremas.

### Detrimentos
El detrimento más obvio en relación con el estrés abiótico es la agricultura. Un estudio ha afirmado que el estrés abiótico causa la mayor pérdida de cultivos de cualquier otro factor y que la mayoría de los cultivos principales reducen su rendimiento en más del 50% de su rendimiento potencial.
Debido a que el estrés abiótico se considera ampliamente un efecto perjudicial, la investigación sobre esta rama del problema es extensa. 

## En plantas
La primera línea de defensa de una planta contra el estrés abiótico está en sus raíces. Si el suelo que contiene la planta es sano y biológicamente diverso, la planta tendrá una mayor probabilidad de sobrevivir a condiciones estresantes.
Las respuestas de las plantas al estrés dependen del tejido u órgano afectado por el estrés. Por ejemplo, las respuestas transcripcionales al estrés son específicas de tejido o célula en las raíces y son bastante diferentes dependiendo del estrés involucrado.
Una de las respuestas principales al estrés abiótico, como la alta salinidad, es la alteración de la relación Na+/K+ en el citoplasma de la célula vegetal. Las altas concentraciones de Na+, por ejemplo, pueden disminuir la capacidad de la planta para absorber agua y también alterar las funciones enzimáticas y transportadoras. Las adaptaciones evolucionadas para restaurar de manera eficiente la homeostasis de los iones celulares han dado lugar a una amplia variedad de plantas tolerantes al estrés.
La facilitación, o las interacciones positivas entre diferentes especies de plantas, es una intrincada red de asociación en un entorno natural. Así es como las plantas trabajan juntas. En áreas de alto estrés, el nivel de facilitación también es especialmente alto. Esto podría deberse a que las plantas necesitan una red más fuerte para sobrevivir en un entorno más hostil, por lo que sus interacciones entre especies, como la polinización cruzada o las acciones mutualistas, se vuelven más comunes para hacer frente a la severidad de su hábitat.
Las plantas también se adaptan de manera muy diferente entre sí, incluso de una planta que vive en la misma zona. Cuando un grupo de diferentes especies de plantas fue provocado por una variedad de señales de estrés diferentes, como la sequía o el frío, cada planta respondió de manera única. Casi ninguna de las respuestas fue similar, a pesar de que las plantas se habían acostumbrado exactamente al mismo entorno hogareño.

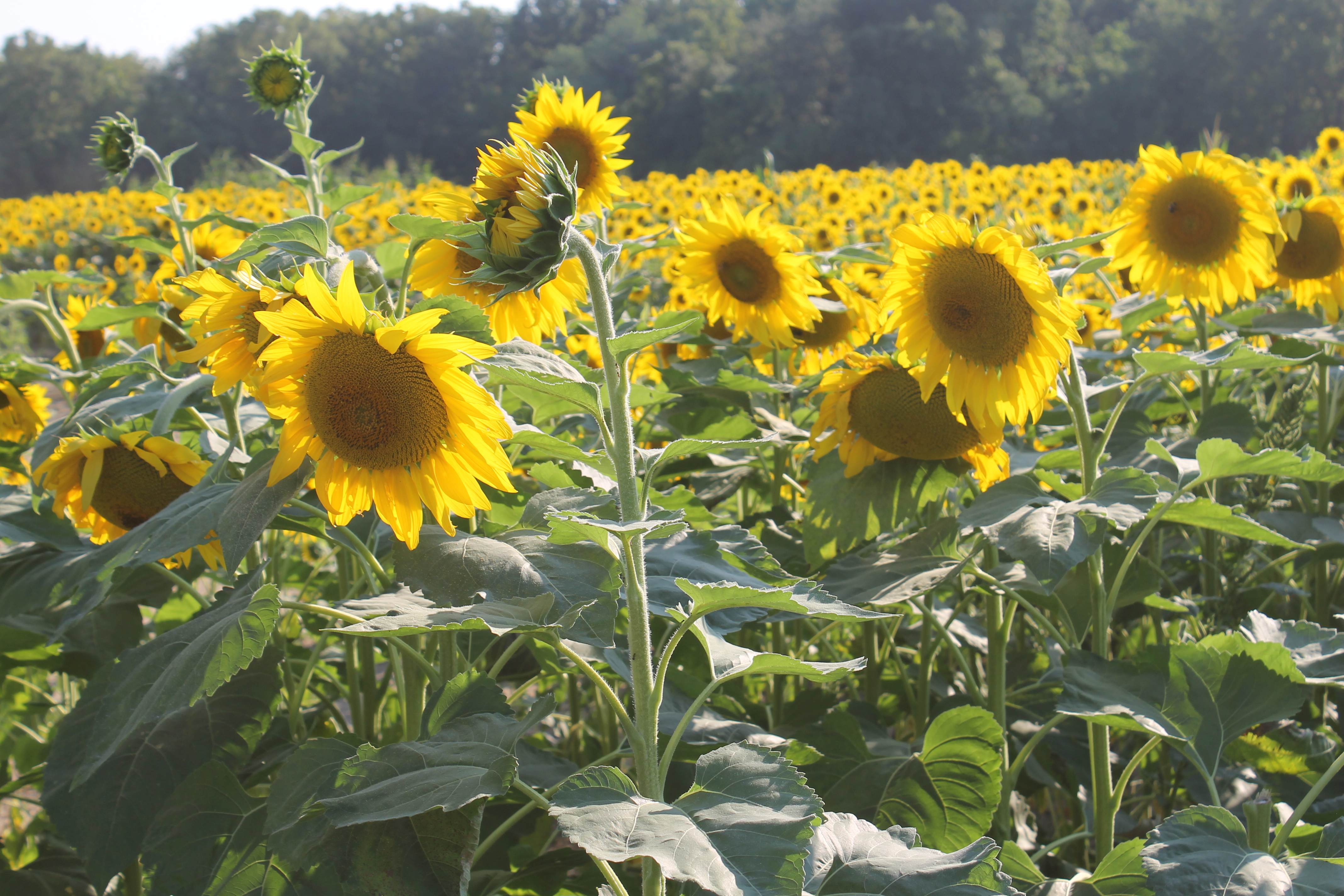
Los girasoles son plantas hiperacumuladoras que pueden absorber gran cantidad de metal.

Los suelos serpentinos (medios con bajas concentraciones de nutrientes y altas concentraciones de metales pesados) pueden ser una fuente de estrés abiótico. Inicialmente, la absorción de iones metálicos tóxicos está limitada por la exclusión de la membrana celular. Los iones que se absorben en los tejidos se secuestran en las vacuolas celulares. Este mecanismo de secuestro es facilitado por proteínas en la membrana de la vacuola. Un ejemplo de plantas que se adaptan al suelo serpenteante son los metalophytes o hiperacumuladores, ya que son conocidos por su capacidad para absorber metales pesados mediante la translocación de raíz a brote (que absorberá en brotes en lugar de la planta en sí). También se extinguen por su capacidad para absorber sustancias tóxicas de metales pesados.
Se ha propuesto la preparación química para aumentar la tolerancia al estrés abiótico en las plantas de cultivo. En este método, que es análogo a la vacunación, se introducen en la planta agentes químicos inductores de estrés en breves dosis para que la planta comience a preparar mecanismos de defensa. Así, cuando se produce el estrés abiótico, la planta ya tiene preparados mecanismos de defensa que pueden activarse más rápidamente y aumentar la tolerancia.
Impacto en la producción de alimentos
El estrés abiótico afectó principalmente a las plantas que se encuentran en la industria agrícola. Sobre todo por su constante necesidad de ajustar los mecanismos a través de los efectos del cambio climático como el frío, la sequía, la salinidad, el calor, las toxinas, etc.
- El arroz (Oryza sativa) es un ejemplo clásico. El arroz es un alimento básico en todo el mundo, especialmente en China e India. Las plantas de arroz experimentan diferentes tipos de estrés abiótico, como sequía y alta salinidad. Estas condiciones de estrés tienen un impacto negativo en la producción de arroz. Se ha estudiado la diversidad genética entre varias variedades de arroz con diferentes genotipos utilizando marcadores moleculares.[19]
- El garbanzo sufre una sequía que afecta su producción, ya que fue considerado uno de los alimentos más importantes del mundo.
- El trigo es uno de los principales cultivos que se ven más afectados por la sequía porque la falta de agua afectaría el desarrollo de la planta, haciendo que las hojas se marchiten en el proceso.
- El maíz tiene un par de factores que afectan al cultivo en sí. Los ejemplos principales son las altas temperaturas y la sequía que fueron responsables de los cambios en el desarrollo de las plantas y de la pérdida de los cultivos de maíz, respectivamente.
- La soja no solo afecta a la planta por la sequía, sino también a la producción agrícola, ya que el mundo depende de la soja como fuente de proteínas.

### Estrés salino en plantas
La salinización del suelo, la acumulación de sales solubles en agua a niveles que impactan negativamente la producción vegetal, es un fenómeno global que afecta aproximadamente a 831 millones de hectáreas de tierra. Más específicamente, el fenómeno amenaza al 19,5% de las tierras agrícolas irrigadas del mundo y al 2,1% de las tierras agrícolas no irrigadas (tierras secas) del mundo. El alto contenido de sal del suelo puede ser perjudicial para las plantas porque las sales solubles en agua pueden alterar los gradientes de potencial osmótico y, en consecuencia, inhibir muchas funciones celulares. Por ejemplo, el alto contenido de salinidad del suelo puede inhibir el proceso de fotosíntesis al limitar la absorción de agua de una planta; los altos niveles de sales solubles en agua en el suelo pueden disminuir el potencial osmótico del suelo y, en consecuencia, disminuir la diferencia en el potencial hídrico entre el suelo y las raíces de la planta, limitando así el flujo de electrones de H2O a P680 en el centro de reacción del Fotosistema II.
Durante generaciones, muchas plantas han mutado y construido diferentes mecanismos para contrarrestar los efectos de la salinidad. Un buen combatiente de la salinidad en las plantas es la hormona etileno. El etileno es conocido por regular el crecimiento y desarrollo de las plantas y hacer frente a las condiciones de estrés. Muchas proteínas de la membrana central de las plantas, como ETO2, ERS1 y EIN2, se utilizan para la señalización de etileno en muchos procesos de crecimiento de plantas. Las mutaciones en estas proteínas pueden conducir a una mayor sensibilidad a la sal y pueden limitar el crecimiento de las plantas. Se han estudiado los efectos de la salinidad en plantas de Arabidopsis que han mutado las proteínas ERS1, ERS2, ETR1, ETR2 y EIN4. Estas proteínas se utilizan para la señalización de etileno contra determinadas condiciones de estrés, como la sal y el precursor de etileno ACC se utiliza para suprimir cualquier sensibilidad al estrés salino.

### La inanición de fosfato en las plantas
El fósforo (P) es un macronutriente esencial necesario para el crecimiento y desarrollo de las plantas, pero la mayor parte del suelo del mundo tiene un contenido limitado de este importante nutriente para las plantas. Las plantas pueden utilizar P principalmente en forma de fosfato inorgánico soluble (Pi) pero están sujetas a estrés abiótico de limitación de P cuando no hay suficiente fosfato soluble disponible en el suelo. El fósforo forma complejos insolubles con Ca y Mg en suelos alcalinos y Al y Fe en suelos ácidos que lo hacen inaccesible para las raíces de las plantas. Cuando no se limita al P biodisponible en el suelo, las plantas muestran extensos fenotipos por estrés abiótico tales como raíces cortas primarias y raíces más laterales y pelos radiculares de hacer más superficie disponible para la  absorción de Pi, exudación de ácidos orgánicos y fosfatasa para liberar Pi de complejo P que contiene moléculas y lo pone a disposición para los órganos de las plantas en crecimiento. Se ha demostrado que PHR1, un factor de transcripción relacionado con MYB, es un regulador maestro de la respuesta de inanición P en las plantas. También se ha demostrado que PHR1 regula la remodelación extensa de lípidos y metabolitos durante el estrés por limitación de fósforo.

### Estrés por sequía
El estrés por sequía, definido como un déficit de agua que ocurre naturalmente, es una de las principales causas de pérdidas de cultivos en el mundo agrícola. Esto se debe a la necesidad de agua en muchos procesos fundamentales del crecimiento de las plantas. Se ha vuelto especialmente importante en los últimos años encontrar una forma de combatir el estrés por sequía. Es muy probable que en el futuro se produzca una disminución de las precipitaciones y el consiguiente aumento de la sequía debido a un aumento del calentamiento global. Las plantas han ideado muchos mecanismos y adaptaciones para tratar de lidiar con el estrés por sequía. Una de las principales formas en que las plantas combaten el estrés por sequía es cerrando sus estomas. Una hormona clave que regula la apertura y el cierre de los estomas es el ácido abscísico (ABA). La síntesis de ABA hace que el ABA se una a los receptores. Esta unión luego afecta la apertura de los canales iónicos, lo que disminuye la presión de turgencia en los estomas y hace que se cierren. Estudios mostraron cómo aumentaron los niveles de ABA en plantas estresadas por sequía. Demostraron que cuando las plantas se colocaban en una situación estresante, producían más ABA para tratar de conservar el agua que tenían en sus hojas. Otro factor extremadamente importante para hacer frente al estrés por sequía y regular la absorción y exportación de agua son las acuaporinas (AQP). Los AQP son proteínas integrales de membrana que forman canales. La función principal de estos canales es el transporte de agua y otros solutos necesarios. Los AQP están regulados transcripcionalmente y postranscripcionalmente por muchos factores diferentes como ABA, GA3, pH y Ca2+ y los niveles específicos de AQP en ciertas partes de la planta, como raíces u hojas, ayudan a atraer tanta agua a la planta como posible. Al comprender tanto el mecanismo de los AQP como la hormona ABA, los científicos estarán en mejores condiciones de producir plantas resistentes a la sequía en el futuro.
Una cosa interesante que se ha encontrado en las plantas que están constantemente expuestas a la sequía es su capacidad para formar una especie de "memoria". En un estudio se encontró que las plantas que habían estado expuestas previamente a la sequía pudieron idear una especie de estrategia para minimizar la pérdida de agua y disminuir el uso de agua. Se descubrió que las plantas que estuvieron expuestas a condiciones de sequía en realidad cambiaron la forma en que regulaban sus estomas y lo que llamaron "margen de seguridad hidráulica" para disminuir la vulnerabilidad de la planta. Al cambiar la regulación de los estomas y posteriormente la transpiración, las plantas pudieron funcionar mejor en situaciones donde la disponibilidad de agua disminuyó. 

## En animales
Para los animales, el más estresante de todos los factores estresantes abióticos es el calor. Esto se debe a que muchas especies no pueden regular su temperatura corporal interna. Incluso en las especies que pueden regular su propia temperatura, no siempre es un sistema completamente preciso. La temperatura determina las  tasas metabólicas, la frecuencia cardíaca y otros factores muy importantes dentro del cuerpo de los animales, por lo que un cambio extremo de temperatura puede dañar fácilmente el cuerpo del animal. Los animales pueden responder al calor extremo, por ejemplo, mediante la aclimatación natural al calor o excavando en el suelo para encontrar un espacio más fresco.
También es posible ver en los animales que una alta diversidad genética es beneficiosa para proporcionar resistencia frente a agresores abióticos estresantes. Esto actúa como una especie de almacén cuando una especie se ve afectada por los peligros de la selección natural. Una variedad de insectos irritantes se encuentran entre los herbívoros más especializados y diversos del planeta, y sus amplias protecciones contra los factores de estrés abiótico han ayudado al insecto a obtener esa posición de honor.

## En especies amenazadas
La biodiversidad está determinada por muchas cosas, y una de ellas es el estrés abiótico. Si un entorno es muy estresante, la biodiversidad tiende a ser baja. Si el estrés abiótico no tiene una fuerte presencia en un área, la biodiversidad será mucho mayor.
Esta idea lleva a comprender cómo se relacionan el estrés abiótico y las especies en peligro de extinción. Se ha observado a través de una variedad de ambientes que a medida que aumenta el nivel de estrés abiótico, disminuye el número de especies. Esto significa que es más probable que las especies se conviertan en poblaciones amenazadas, en peligro e incluso extinguidas, cuando y donde el estrés abiótico es especialmente severo.